# Vườn hươu Marselisborg

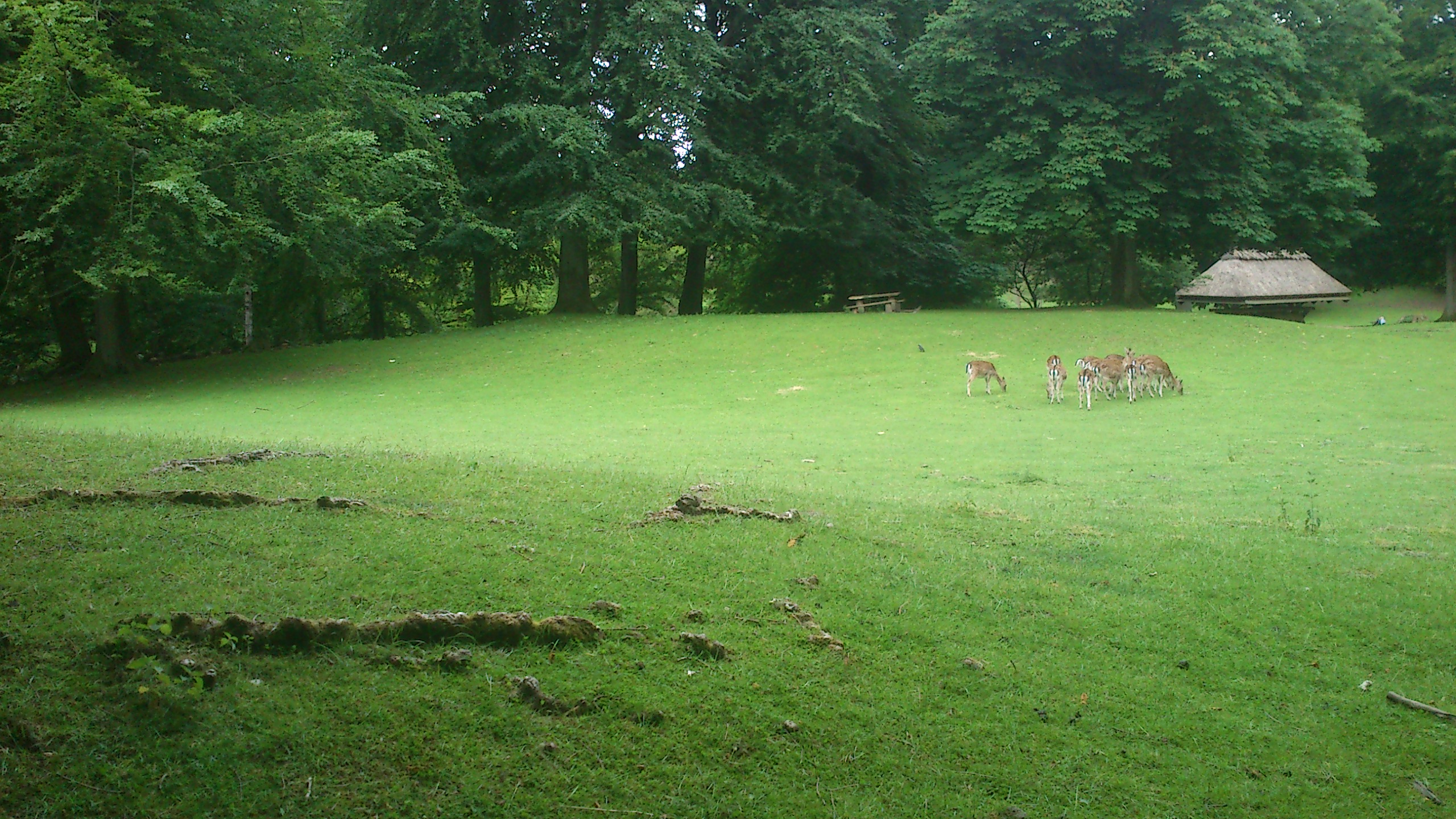
Hươu sao tại vườn hươu Marselisborg

Marselisborg Deer Park (tiếng Đan Mạch: Marselisborg Dyrehave) là một vùng rừng được rào chắn bao phủ 22 hécta (54 mẫu Anh) ở phía bắc Rừng Marselisborg. Cây cối ở đây có vẻ thưa và địa hình đặc biệt mấp mô, so với khu vực rừng bao phủ xung quanh.
Rừng huơu Marselisborg không phải kiểu rừng hươu theo nghĩa bình thường để săn hươu. Rừng hươu này giống như một khu khu dã sinh nhỏ, nhưng chỉ có một vài loài động vật, không có các loài động vật lạ. Ban đầu hươu sao được đưa vào để gặm cỏ phần đồi có rừng, nhưng sau đó hoẵng châu Âu và lợn rừng được thêm vào.
Vườn được thành lập năm 1932 và từ đó đã được mở rộng ra vài lần. Nó được sở hữu và quản lý bởi Khu tự quản Aarhus.

## An toàn và quan ngại
Vườn hươu mở cửa miễn phí cả năm vào ban ngày, mặc dù những thời điểm sau không được khuyến khích:
- Tháng 6-7. Lúc này hươu chăm sóc cho bê con. Hươu cái có thái độ bảo vệ và có thể tấn công con người nếu đến quá gần. Ngoài ra điều quan trọng là nếu bị quấy rầy nhiều trong quá trình chăm sóc, tỷ lệ sống sót của bê con sẽ thấp hơn.
- Tháng 9-11. Đây là thời điểm giao phối của hưou và hươu đực có thể trong tình trạng không tốt và có thái độ hung hăng. Đặc biệt là hươu sao với sừng có thể đe dọa du khách. Ngoài ra, sự quấy rày của con người có thể trì hoãn sự giao phối, khiến bê con có khả năng sống thấp hơn.
- Trời bão. Nhiều cây cổ thụ trở nên nguy hiểm, với cành có thể gãy.

Đó là những nguy hiểm lộ rõ, nhưng cũng có thể có nhiều điều đáng quan ngại nữa cần kể đến khi đến đây. Nhiều trong số đó rõ ràng nguy hiểm với con người, nhưng sau đây là một số điều quan trọng mà có thể không nguy hiểm với người:
- Cho ăn. Hươu và nhiều động vật có vú không thể tiêu hóa bánh mì, pasta và chúng sẽ bị ốm nếu ăn phải. Thay vào đó chúng có thể được cho ăn với cà rốt hoặc táo, thường được cho là an toàn. Không bao giờ được phép cho lợn rừng ăn.
- Đuổi theo. Đuổi theo động vật nhỏ có thể tạo áp lực không đáng có khiến chúng ốm hoặc thậm chí là giết chúng. Bạn có thể tương tác với động vật nếu chúng tiếp cận bạn với thái độ bình thường.
- Tụ tập. Nhiều động vật có tập tính tụ tập và nó có thể nên nguy hiểm với con người nếu bị vây quanh bởi một bầy. Do đó nên tránh khỏi bầy động vật.
- Thu thập thức ăn. Động vật hoang dã sống bằng dựa vào môi trường tự nhiên xung quanh chúng, vì vậy không nên thu thập nhiều thức ăn quá, động vật có thể cần chúng để tồn tại. Không thu thập hạt dẻ hoặc quả sồi trong Vườn hươu Marselisborg.
- Xả rác và vứt rác. Động vật có thể ăn rác và gây hại cho chúng, trong một số trường hợp có thể giết chúng. Không được xả rác ra môi trường.

Lợn rừng được quây rào vĩnh viễn trong khu vực riêng, vì chúng là động vật nguy hiểm.

## Hình ảnh

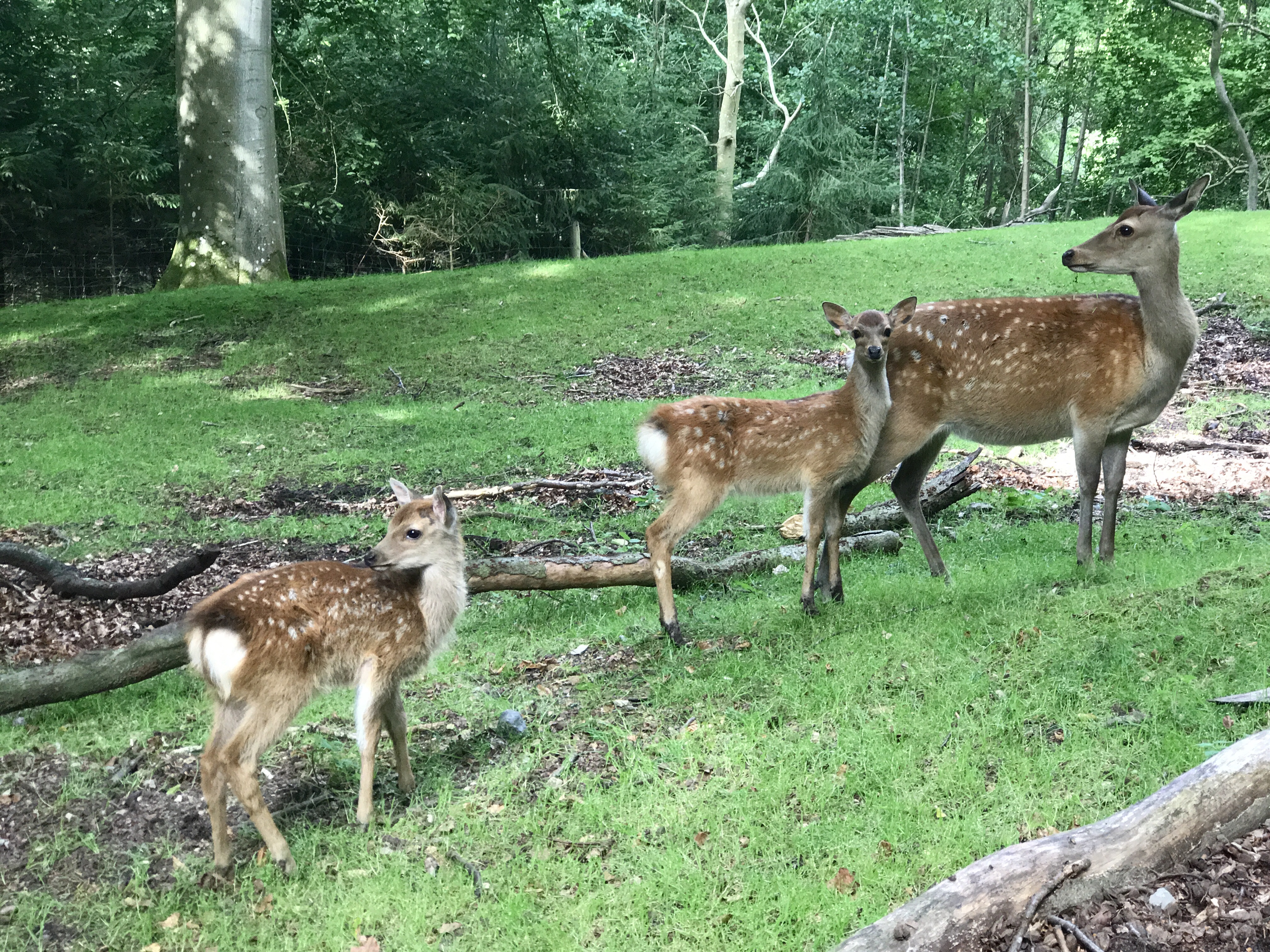
Hoẵng châu âu
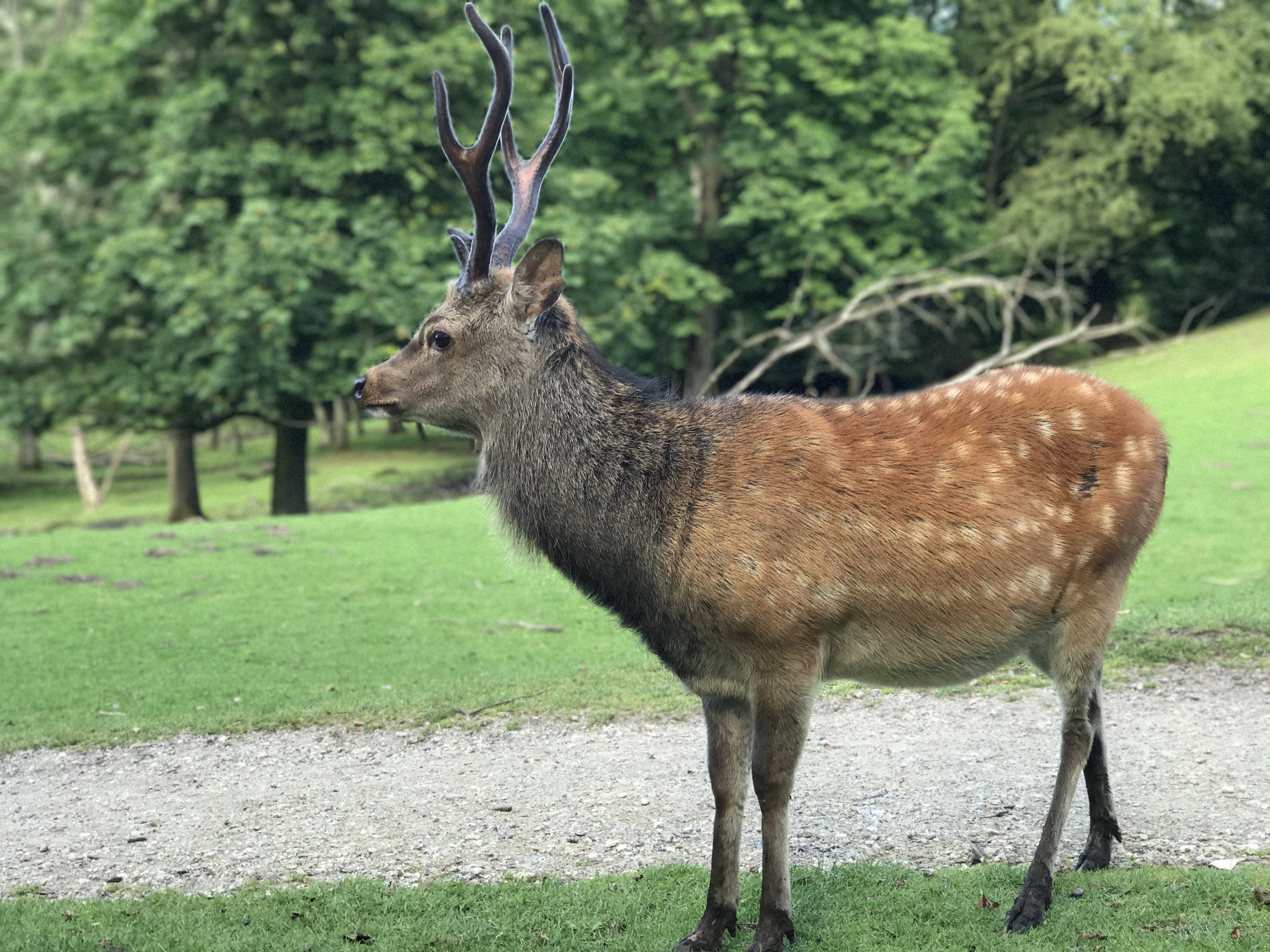
Hươu sao
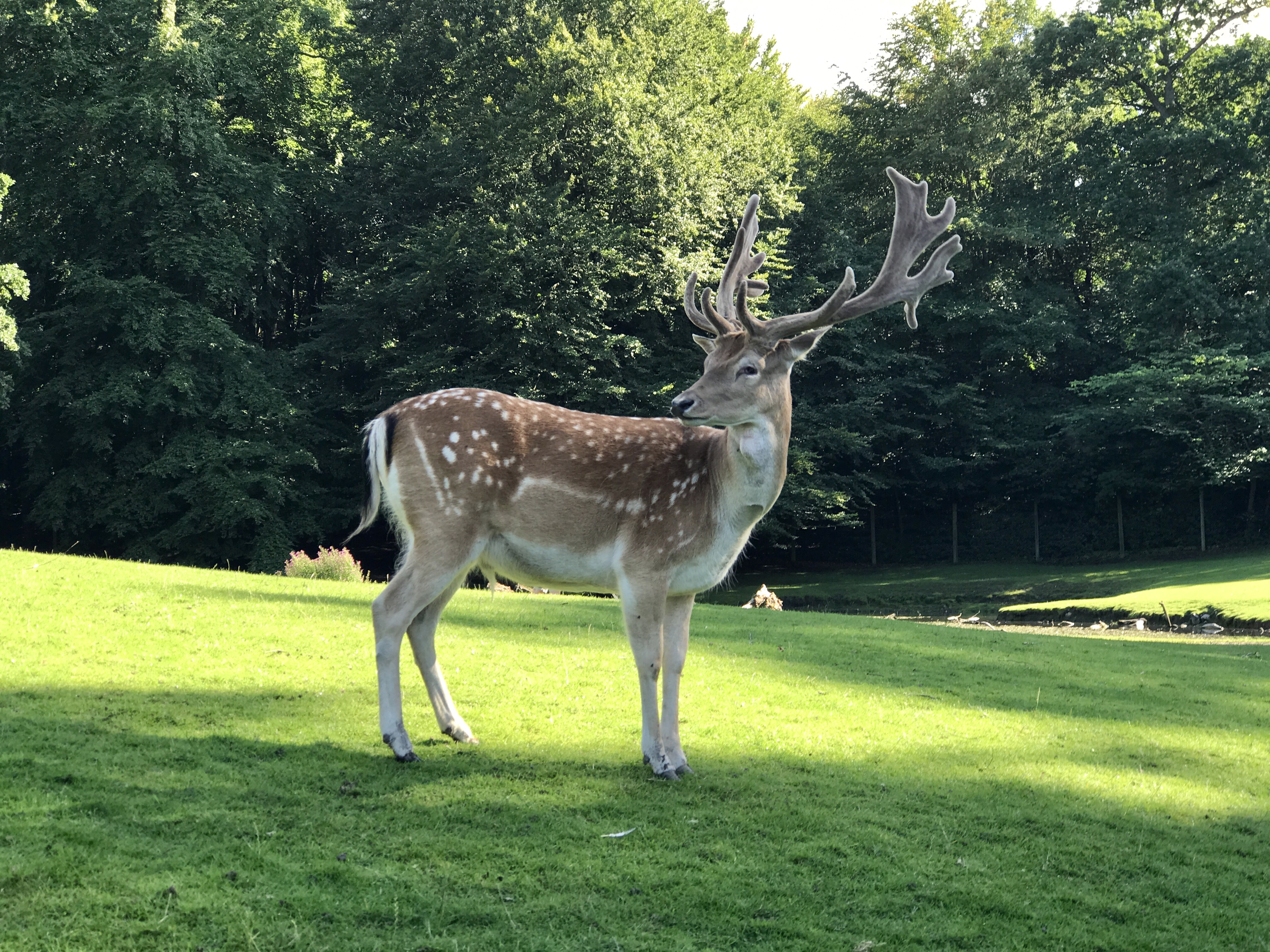
Hươu